# Android SDK

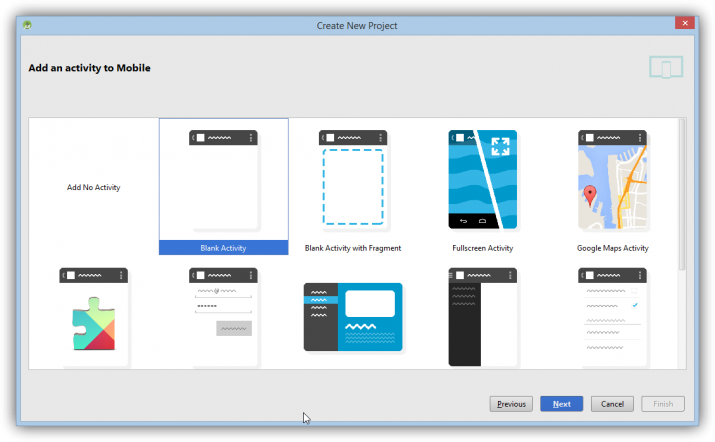
Android SDK

Android SDK是程序員在開發Android软件時需要用到的软件开发工具包，它包含一整套开发工具。 Android SDK內含调试工具、函式庫、基于QEMU的手机仿真器、软件文档、示例代码和教程。Android SDK也是Android Studio的一部分，但人們不需要打開Android Studio也能直接使用Android SDK內的資源。